# Geelbuikamazone
De geelbuikamazone (Alipiopsitta xanthops) is een vogel uit de familie Psittacidae (papegaaien van Afrika en de Nieuwe Wereld).

## Verspreiding en leefgebied
Deze soort komt voor van oostelijk-centraal en zuidoostelijk Brazilië tot oostelijk Bolivia.

## Status
De grootte van de populatie is niet gekwantificeerd maar de soort wordt omschreven als schaars tot plaatselijk algemeen. Aangenomen wordt dat de soort snel achteruitgaat door habitatverlies en door vangst voor de kooivogelhandel. Op de Rode lijst van de IUCN heeft deze soort daarom de status gevoelig.